# NASCAR Sprint Cup 2009
De NASCAR Sprint Cup 2009 was het 61e seizoen van het belangrijkste NASCAR kampioenschap dat in de Verenigde Staten gehouden wordt en het tweede jaar dat het kampioenschap doorging onder de naam Sprint Cup. Het seizoen startte op 15 februari met de Daytona 500, voorafgegaan door de exhibitiewedstrijd Budweiser Shootout en de Daytona kwalificatieraces Gatorade Duels en eindigde op 22 november met de Ford 400. Het seizoen werd voor de zesde keer beslecht met de Chase for the Championship eindronde die gewonnen werd door Jimmie Johnson. Hij won het kampioenschap voor de vierde keer op rij. Joey Logano won de trofee rookie of the year.

## Races
Top drie resultaten, exhibitie- en kwalificatiewedstrijden staan niet vermeld.
| '                          | Datum  | Race                                     | Circuit                         | Winnaar         | Tweede             | Derde              |
| 1                          | 15-feb | Daytona 500                              | Daytona International Speedway  | Matt Kenseth    | Kevin Harvick      | A.J. Allmendinger  |
| 2                          | 22-feb | Auto Club 500                            | Auto Club Speedway              | Matt Kenseth    | Jeff Gordon        | Kyle Busch         |
| 3                          | 1-mrt  | Shelby 427                               | Las Vegas Motor Speedway        | Kyle Busch      | Clint Bowyer       | Jeff Burton        |
| 4                          | 8-mrt  | Kobalt Tools 500                         | Atlanta Motor Speedway          | Kurt Busch      | Jeff Gordon        | Carl Edwards       |
| 5                          | 22-mrt | Food City 500                            | Bristol Motor Speedway          | Kyle Busch      | Denny Hamlin       | Jimmie Johnson     |
| 6                          | 29-mrt | Goody's Fast Pain Relief 500             | Martinsville Speedway           | Jimmie Johnson  | Denny Hamlin       | Tony Stewart       |
| 7                          | 5-apr  | Samsung 500                              | Texas Motor Speedway            | Jeff Gordon     | Jimmie Johnson     | Greg Biffle        |
| 8                          | 18-apr | Subway Fresh Fit 500                     | Phoenix International Raceway   | Mark Martin     | Tony Stewart       | Kurt Busch         |
| 9                          | 26-apr | Aaron's 499                              | Talladega Superspeedway         | Brad Keselowski | Dale Earnhardt jr. | Ryan Newman        |
| 10                         | 2-mei  | Crown Royal 400                          | Richmond International Raceway  | Kyle Busch      | Tony Stewart       | Jeff Burton        |
| 11                         | 9-mei  | Southern 500                             | Darlington Raceway              | Mark Martin     | Jimmie Johnson     | Tony Stewart       |
| 12                         | 24-mei | Coca-Cola 600                            | Lowe's Motor Speedway           | David Reutimann | Ryan Newman        | Robby Gordon       |
| 13                         | 31-mei | Autism Speaks 400                        | Dover International Speedway    | Jimmie Johnson  | Tony Stewart       | Greg Biffle        |
| 14                         | 7-jun  | Pocono 500                               | Pocono Raceway                  | Tony Stewart    | Carl Edwards       | David Reutimann    |
| 15                         | 14-jun | Lifelock 400                             | Michigan International Speedway | Mark Martin     | Jeff Gordon        | Denny Hamlin       |
| 16                         | 21-jun | Toyota/Save Mart 350                     | Infineon Raceway                | Kasey Kahne     | Tony Stewart       | Marcos Ambrose     |
| 17                         | 28-jun | Lenox Industrial Tools 301               | New Hampshire Motor Speedway    | Joey Logano     | Jeff Gordon        | Kurt Busch         |
| 18                         | 4-jul  | Coke Zero 400                            | Daytona International Speedway  | Tony Stewart    | Jimmie Johnson     | Denny Hamlin       |
| 19                         | 11-jul | LifeLock.com 400                         | Chicagoland Speedway            | Mark Martin     | Jeff Gordon        | Kasey Kahne        |
| 20                         | 26-jul | Brickyard 400                            | Indianapolis Motor Speedway     | Jimmie Johnson  | Mark Martin        | Tony Stewart       |
| 21                         | 2-aug  | Pennsylvania 500                         | Pocono Raceway                  | Denny Hamlin    | Juan Pablo Montoya | Clint Bowyer       |
| 22                         | 9-aug  | Heluva Good! Sour Cream Dips at The Glen | Watkins Glen International      | Tony Stewart    | Marcos Ambrose     | Carl Edwards       |
| 23                         | 16-aug | Carfax 400                               | Michigan International Speedway | Brian Vickers   | Jeff Gordon        | Dale Earnhardt jr. |
| 24                         | 22-aug | Sharpie 500                              | Bristol Motor Speedway          | Kyle Busch      | Mark Martin        | Marcos Ambrose     |
| 25                         | 6-sep  | Pep Boys Auto 500                        | Atlanta Motor Speedway          | Kasey Kahne     | Kevin Harvick      | Juan Pablo Montoya |
| 26                         | 12-sep | Chevy Rock & Roll 400                    | Richmond International Raceway  | Denny Hamlin    | Kurt Busch         | Jeff Gordon        |
| Chase for the Championship |        |                                          |                                 |                 |                    |                    |
| 27                         | 20-sep | Sylvania 300                             | New Hampshire Motor Speedway    | Mark Martin     | Denny Hamlin       | Juan Pablo Montoya |
| 28                         | 27-sep | AAA 400                                  | Dover International Speedway    | Jimmie Johnson  | Mark Martin        | Matt Kenseth       |
| 29                         | 4-okt  | Price Chopper 400                        | Kansas Speedway                 | Tony Stewart    | Jeff Gordon        | Greg Biffle        |
| 30                         | 11-okt | Pepsi 500                                | Auto Club Speedway              | Jimmie Johnson  | Jeff Gordon        | Juan Pablo Montoya |
| 31                         | 17-okt | NASCAR Banking 500                       | Lowe's Motor Speedway           | Jimmie Johnson  | Matt Kenseth       | Kasey Kahne        |
| 32                         | 25-okt | TUMS Fast Relief 500                     | Martinsville Speedway           | Denny Hamlin    | Jimmie Johnson     | Juan Pablo Montoya |
| 33                         | 1-nov  | AMP Energy 500                           | Talladega Superspeedway         | Jamie McMurray  | Kasey Kahne        | Joey Logano        |
| 34                         | 8-nov  | Dickies 500                              | Texas Motor Speedway            | Kurt Busch      | Denny Hamlin       | Matt Kenseth       |
| 35                         | 15-nov | Checker O’Reilly Auto Parts 500          | Phoenix International Raceway   | Jimmie Johnson  | Jeff Burton        | Denny Hamlin       |
| 36                         | 22-nov | Ford 400                                 | Homestead-Miami Speedway        | Denny Hamlin    | Jeff Burton        | Kevin Harvick      |

## Eindstand - Top 12

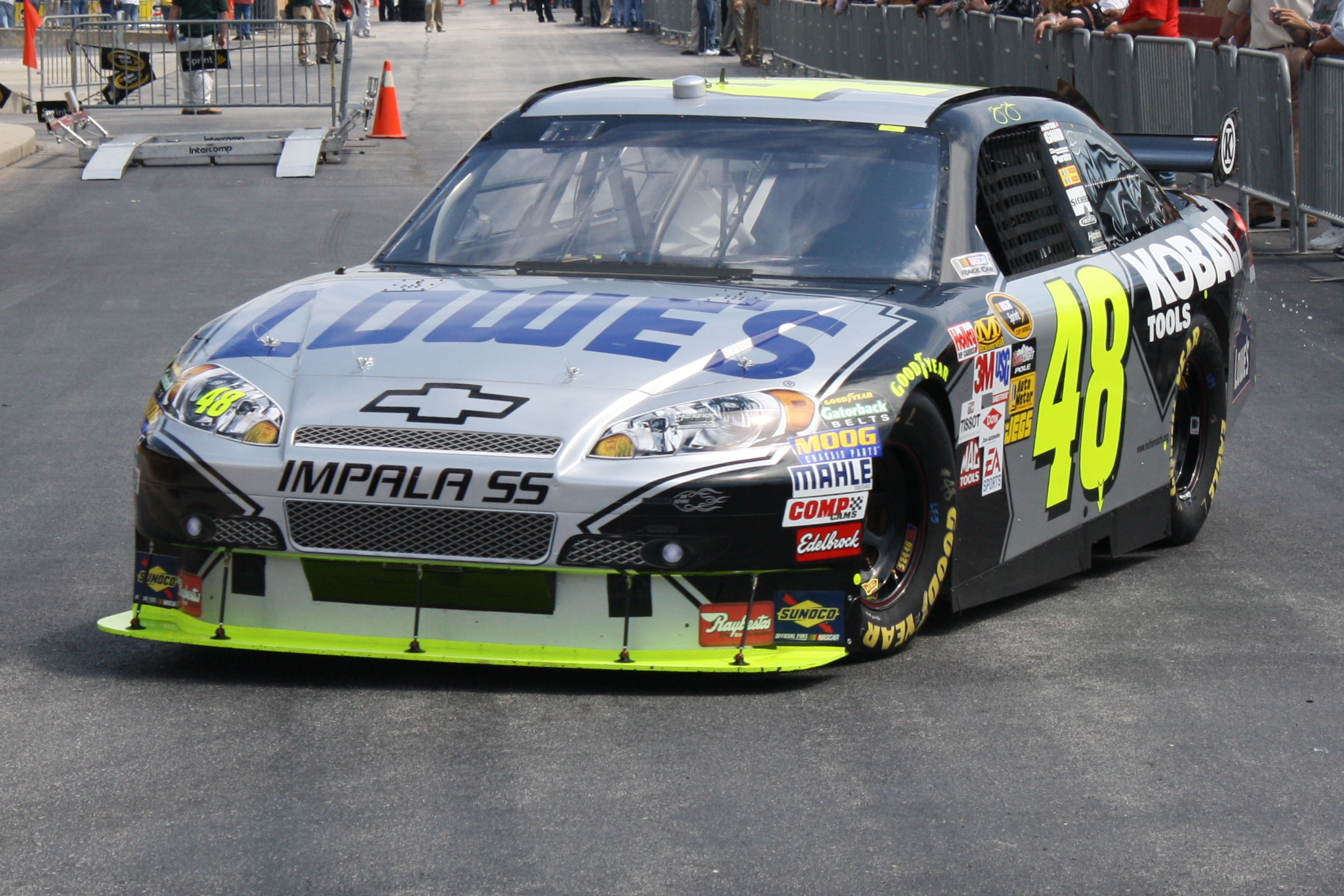
Jimmie Johnson en zijn Chevrolet Impala, winnaar van het kampioenschap.

Eindstand na de Chase for the Championship, aantal overwinningen (W) en punten (Ptn).
|    | Coureur            | Team                      | Auto      | W | Ptn  |
| -- | ------------------ | ------------------------- | --------- | - | ---- |
| 1  | Jimmie Johnson     | Hendrick Motorsports      | Chevrolet | 7 | 6652 |
| 2  | Mark Martin        | Hendrick Motorsports      | Chevrolet | 5 | 6511 |
| 3  | Jeff Gordon        | Hendrick Motorsports      | Chevrolet | 1 | 6473 |
| 4  | Kurt Busch         | Penske Racing             | Dodge     | 2 | 6446 |
| 5  | Denny Hamlin       | Joe Gibbs Racing          | Toyota    | 4 | 6335 |
| 6  | Tony Stewart       | Stewart Haas Racing       | Chevrolet | 4 | 6309 |
| 7  | Greg Biffle        | Roush Fenway Racing       | Ford      | 0 | 6292 |
| 8  | Juan Pablo Montoya | Earnhardt Ganassi Racing  | Chevrolet | 0 | 6252 |
| 9  | Ryan Newman        | Stewart Haas Racing       | Chevrolet | 0 | 6175 |
| 10 | Kasey Kahne        | Richard Petty Motorsports | Dodge     | 2 | 6128 |
| 11 | Carl Edwards       | Roush Fenway Racing       | Ford      | 0 | 6118 |
| 12 | Brian Vickers      | Red Bull Racing Team      | Toyota    | 1 | 5929 |